# Extrakt (webbtidning)
Extrakt är en svensk webbtidning som skriver populärvetenskapligt om forskning inom hållbarhetsområdet.

## Om tidningen
Extrakt ges ut av forskningsrådet Formas men ska vara oberoende och självständig i sin bevakning och har en extern redaktion. Chefredaktör tillika ansvarig utgivare är Cathrine Beijer.
Extrakts föregångare var tidningen Miljöforskning (2001-2010).
Högsta förvaltningsdomstolen slog i oktober 2024 fast att Extrakt måste lämna ut uppgifter om sina källor, eftersom tips till webbtidningen är allmänna och offentliga handlingar. Extrakt hade försökt hemlighålla uppgifterna med stöd av yttrandefrihetsgrundlagen men det ansåg inte domstolen var tillåtet.

## Utmärkelser
- 2014 – Publishingpriset i kategorin Bästa massmediesajt/webbtidning.[2]
- 2015 – Publishingpriset i kategorin Journalistik.[2]